# Михаил Попкочев
Михаил Попкочев (Попкочов) Попдимитров (изписване до 1945 година: Михаилъ поп Кочевъ попъ Димитровъ) с псевдоним Михали е български общественик и революционер, деец на Вътрешната македоно-одринска революционна организация.

## Биография
Михаил Попкочев е роден на 2 октомври 1875 година в в гевгелийското село Гявато, тогава в Османската империя, днес в Северна Македония. Син е на поп Кочо Попдимитров. Негов брат е революционерът Теохар Попов (1879 – 1925), а племенникът му Трайко Попов (1906 - 1925) е деец на ММТРО. Включва се в дейността на ВМОРО, арестуван е и е осъден на 101 години затвор от османските власти. След Балканските войни 1912 – 1913 година се установява в Девин, където е главен и пунктов учител. Подпомага активно българските бежанци от Македония.
Участва като делегат от Гевгелийското благотворително братство в обединителния конгрес на Македонската федеративна организация и Съюза на македонските емигрантски организации от януари 1923 година. През 1925 година е в ръководството на Пернишкото македонско благотворително братство.
През 1941 година е председател на Гевгелийското благотворително братство. Умира на 13 януари 1953 година. Негова дъщеря е писателката Весела Малеева, а негов внук дипломатът Христо Малеев.